# Nir Shental
Nir Shental –en hebreo, ניר שנטל– (Jaffa, 25 de abril de 1969) es un deportista israelí que compitió en vela en la clase 470. Ganó una medalla de bronce en el Campeonato Mundial de 470 de 1995, junto con su hermano Ran.

## Palmarés internacional
| \| Campeonato Mundial \| Campeonato Mundial \| Campeonato Mundial \| Campeonato Mundial \| \| Año \| Lugar \| Medalla \| Clase \| \| ------------------ \| ------------------ \| ------------------ \| ------------------ \| \| 1995 \| Toronto (Canadá) \| Medalla de bronce \| 470 \| |                  |                   |       |
| Campeonato Mundial |                  |                   |       |
| Año | Lugar            | Medalla           | Clase |
| 1995 | Toronto (Canadá) | Medalla de bronce | 470   |